# 復刊.com
復刊.com（復刊ドットコム）是日本的株式會社復刊ドットコム（株式會社復刊.com）經營，使絕版書籍復刊（再版）的網站及網路書店。

## 概要
透過使用者（讀者）提出要求・投票和提供情報，參考以前復刊書籍的販賣實績及各出版社的復刊實績等，向出版社或著者提供復刊要求的情報，進行復刊交涉。1件書籍的要求・投票以1票・1回為限，必需說明希望復刊的理由、購買意願等。得票數達到100票左右，復刊.com在和原出版社確認原版有無等事項後，進入復刊交涉。復刊第一號是三原順的繪本「かくれちゃったの、だぁれだ」。

## 關連項目
- Culture Convenience Club

## 外部連結
- 復刊ドットコム （页面存档备份，存于）